# Ruth Lemmer
Ruth Lemmer (* 1955 in Solingen) ist eine deutsche Journalistin und Publizistin.

## Leben
Lemmer studierte Geschichte und Deutsch und schloss 1982 ihr Studium mit dem ersten Staatsexamen ab. Danach war sie Polizei- und Gerichtsreporterin in der Neuen Ruhr Zeitung in Düsseldorf. 1985 begann sie als Volontärin in der Verlagsgruppe Handelsblatt. Von 1987 bis 1993 wirkte sie als Redakteurin der Wirtschaftswoche und des Manager Magazins. Seit 1993 ist sie als freie Journalistin tätig. Von 1999 bis 2002 koordinierte sie eine Beilage des Handelsblatts. Im Jahr 2003 übernahm sie die Neukonzeption des Fachmagazins Personal innerhalb der Verlagsgruppe Handelsblatt. Von 2004 bis 2011 war sie dessen Chefredakteurin.
1986 wurde sie Mitglied der Deutschen Journalistinnen- und Journalisten-Union. Von 2010 bis 2014 war sie geschäftsführender Landesvorstand in NRW. Von 2009 bis 2021 gehörte sie dem WDR-Rundfunkrat an. 2010 wurde sie Aufsichtsratsmitglied der WDR mediagroup und war von 2013 bis Ende 2016 stellvertretende Vorsitzende des Ausschusses für Rundfunkentwicklung. Von Dezember 2017 bis März 2022 war sie Vorsitzende des Aufsichtsrats der WDR mediagroup.
Seit Mai 2022 arbeitet sie ehrenamtlich bei der Bahnhofsmission Duisburg.
Lemmer ist verheiratet und Mutter eines Kindes.

## Auszeichnungen
- 1998: Deutscher Preis für Denkmalschutz des Deutschen Nationalkomitees für Denkmalschutz (gemeinsam mit Uwe Rieder)
- 2010: Journalistenpreis der EU-Kommission „Gemeinsam gegen Diskriminierung“
- 2013: HR Journalismuspreis des Bundesverbandes der Personalmanager

## Schriften (Auswahl)
- Einsteigen & Aufsteigen. Der aktuelle Karriereführer. Hoffmann und Campe, Hamburg 1998, ISBN 3-455-11213-7.
- als Hrsg.: Industriedenkmale in Deutschland. Verschwunden – vergessen – bewahrt? Redieck & Schade, Rostock 1999, ISBN 3-934116-01-9.